# Памятник фронтовым корреспондентам
Памятник фронтовым корреспондентам установлен в Москве перед входом в Центральный дом журналиста на Никитском бульваре в районе Арбат.

## История
Как рассказывал ветеран журналистики Фёдор Царёв, он вместе с коллегами обратился к скульптору Льву Кербелю, который при встрече с ними признался, что хотел бы запечатлеть «фигуру журналиста, присевшего, чтобы написать по горячим следам корреспонденцию в газету». Скульптурная композиция «Памятник фронтовым корреспондентам» выполнена скульптором Л. Е. Кербелем и архитектором Е. Г. Розановым. Она представляет собой фигуру корреспондента в плащ-палатке, сидящего на развалинах Рейхстага. На его груди — ордена, висит фотоаппарат, в руках — карандаш и записная книжка, у ног — вещмешок. За спиной журналиста — полуразрушенная колонна, на которой наверху нанесена надпись (цитата из песни фронтовых корреспондентов «От Москвы до Бреста» — текст Константина Симонова, музыка — Матвея Блантера):
С лейкой и с блокнотом, а то и с пулеметом сквозь огонь и стужу, мы прошли…
а внизу
Журналистам Великой Отечественной войны 1941—1945 годы
Вся скульптурная композиция находится на небольшом гранитном постаменте.
Памятник был открыт в 1993 году. Здесь в праздники собираются журналисты-ветераны, к памятнику возлагают цветы.